# Pastel de sangre

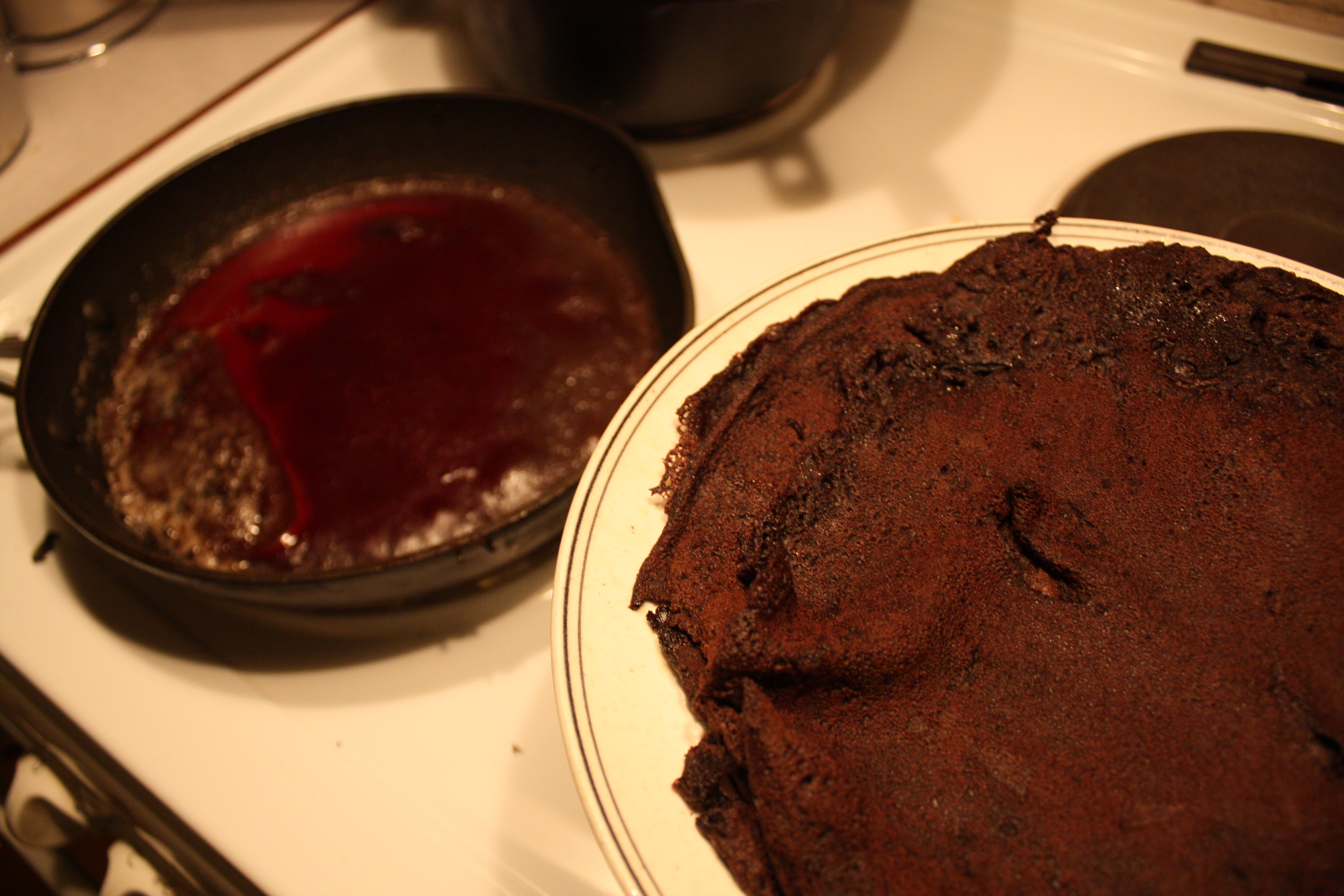
Blodplättar, pastel de sangre sueco

Pastel de sangre, los pasteles de sangre (blodplättar en sueco, veriohukainen en finlandés, veripannkoogid en estonio), es un plato hecho con batido de sangre, cerveza, harina de centeno, cebolla, mantequilla, sal y especias.
Se rehoga la cebolla por separado y luego se mezcla todo en un bol, se vierte en el molde para horno y se cocina a fuego lento, al baño María. Una vez cocinado, se sirve con frutos rojos (arándanos) y manzana frita, o con una ensalada de verduras crudas.
Una variante es hacerlos tipo panqueque, a fuego lento, se acompaña con manzana, tocino frito, puerros, champiñones y frutos rojos (arándanos). Es similar al pudín negro, pero es más delgado y crujiente.
Las plaquetas se fríen en una sartén, estos "Pancakes" se encuentran en el norte de Finlandia, donde son acompañados con carne de cerdo, en Laponia, es popular y se los acompaña con carne de reno ahumado.